# Zent Heppenheim
Die Zent Heppenheim war ein Gerichts- und Verwaltungsbezirk im Süden des heutigen Bundeslandes Hessen. Sie dürfte ursprünglich den südlichen Oberrheingau des Herzogtums Franken umfasst haben. Der Oberrheingau wurde später im Herzogtum Westfranken auch Rheinfranken genannt. Das Reichskloster Lorsch hatte durch seine Freiheiten und die Schenkungen Karls des Großen nach 772 die Gerichtsbarkeit in der Zent inne, bevor es 1232 dem Erzbistum Mainz unterstellt wurde. Kurmainz übte danach, bis auf die Zeit der Verpfändung an die Kurpfalz von 1424 bis 1623, die Hoheit in der Zent aus. Der Umfang der Zent nahm im 13. bis 15. Jahrhundert durch veränderte Herrschaftsverhältnisse und die Abspaltung kleiner Zenten stark ab. Allerdings übte in den meisten Fällen das Zentgericht in Heppenheim weiter die Hohe Gerichtsbarkeit aus oder blieb der Oberhof der abgespalteten Zenten. 1782 musste die Zent im Rahmen einer Verwaltungsreform Kompetenzen an die neu errichten Ämter Heppenheim, Bensheim, Lorsch abgeben und 1803 mit dem Übergang an Landgrafschaft Hessen-Darmstadt, infolge der Napoleonischen Kriege, wurden die Aufgaben der Zent vollständig von den Ämtern übernommen.

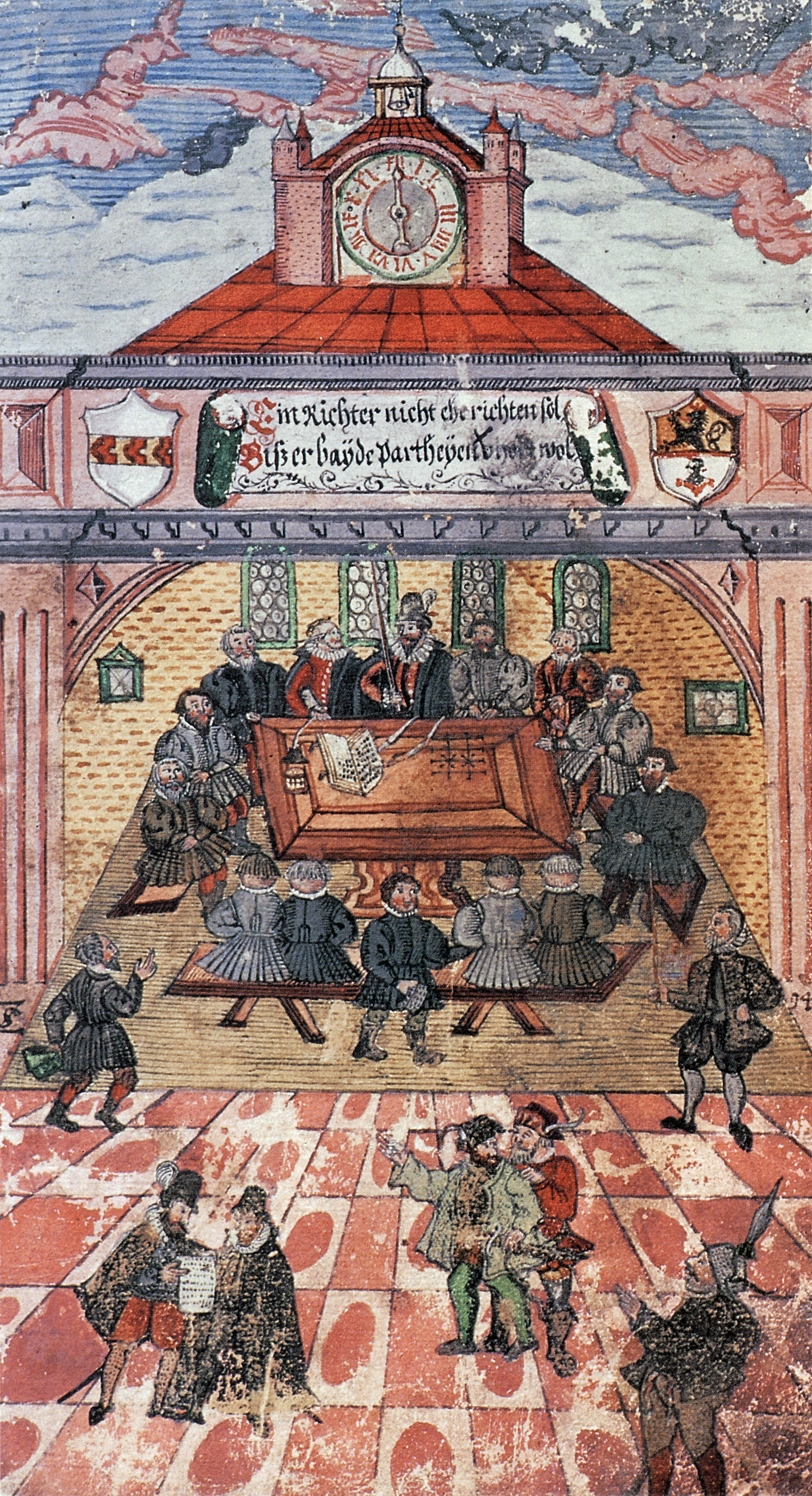
Die Zeichnung aus dem Gerichtsbuch des Vogtes Sebastian Zollner (1589/96) zeigt das Zentgericht in Memmelsdorf (östlich Bambergs) bei einer Verhandlung

## Geschichte
Die Funktion der Zenten als Verwaltungseinheit war vielfältig und verändere sich im Laufe der Zeit. Immer war die Zent mit einer Gerichtsbarkeit verbunden die durch das Zentgericht ausgeübt wurde. Üblicherweise fungierte bei den Verhandlungen der Zentgraf als Vorsitzender, das Urteil wurde aber von Schöffen gesprochen. Aber auch andere Verwaltungsaufgaben wie die Rekrutierung von militärischen Einheit, die Festlegung und Überwachung von Maßeinheiten, die Unterhaltung von Richtplätzen, der Verwaltung der Dominalien (Kellerei), die Verpflegung von Amtspersonen und anderes mehr wurde der Zent auferlegt und durch den Zentgrafen organisiert und überwacht.
Die erste urkundliche Erwähnung Heppenheims stammt aus dem Jahr 755 als Abschrift einer Schenkungsurkunde im Codex Laureshamensis, dem Besitzverzeichnis des Klosters Lorsch, als ein Marcharius seinen Hausstand in Weinheim nebst zugehörigem Besitz der Kirche St. Peter in Heppenheim übertrug.
Wann genau die „Zent Heppenheim“ eingerichtet wurde, ist unbekannt, sie dürfte anfangs den gesamten Südteil des Oberrheingaus umfasst haben, da sich die Zentgrenzen im Wesentlichen an Gaugrenzen des Frankenreichs und den kirchlichen Verwaltungsgrenzen orientierten.
Aus dem Jahr 1222 stammt die älteste schriftliche Überlieferung über ein Gericht in Heppenheim, das erst auf dem Kirchhof, und später auf dem Landsberg (oder Landberg; zwischen Heppenheim und Bensheim) tagte. Die Gerichtsstätte auf dem Landsberg ist seit 1224 eindeutig nachweisbar.
Mit der Rodung der großen Wälder des Odenwaldes wurde der Rahmen für neue Zentgebiete geschaffen. Etwa mit der Schenkung der „Mark Heppenheim“ und Heppenheims im Jahr 772 durch Karl den Großen und der Mark Michelstadt 819 durch Einhard an das Reichskloster Lorsch. Diese Schenkungen hatten vor allem das Ziel, die Urbanisierung des Odenwaldes, der damals noch weitgehend aus Urwald bestand, voranzutreiben.
Durch viele weitere Schenkungen erreichte das Kloster im 9. und 10. Jahrhundert seine größte Macht, bevor sein Niedergang im 11. und 12. Jahrhundert folgte. Dies führte schließlich dazu, dass Kaiser Friedrich II. 1232 das Kloster dem Erzbistum Mainz zur Reform unterstellte.
Durch die Freiheiten des Reichsklosters waren die Klostervögte Verwalter und Gerichtsherren innerhalb des Klosterbesitzes. Dieses Amt kam um 1165 in den Besitz der Pfalzgrafen. Aus dieser Konstellation entwickelten sich schwerer Auseinandersetzungen zwischen dem Erzbistum Mainz und der Kurpfalz als Inhaber der Vogtei. Diese Streitigkeiten konnten erst Anfang des 14. Jahrhunderts durch einen Vertrag beigelegt werden, in dem die Besitzungen des Klosters zwischen Kurmainz und Kurpfalz aufgeteilt und die Vogteirechte der Pfalzgrafen bestätigt wurden.
Die Burg Starkenburg oberhalb Heppenheims wurde 1065 als Schutzburg des Klosters Lorsch errichtet. Ein Burggraf wurde erstmals 1267 erwähnt und vom „Amt Starkenburg“ wird seit der Zusammenlegung der Oberaufsicht über alle Lorscher Gefälle und der obersten Gerichtsbarkeit in der Hand des Burggrafen der Burg Starkenburg gesprochen, wodurch es als Justiz- und Kameralamt fungierte.
Die erste Erwähnung des Kellners in Heppenheim erfolgte 1322. Er hatte seinen Sitz im Amtshof von Heppenheim und war der höchste Finanz- und Justizbeamte nach dem Burggrafen.
Aus dem Jahr 1424 ist eine Vergleich zwischen Graf Johann von Katzenelnbogen und dem Erzbischof Konrad von Mainz überliefert, in der vereinbart wurde, dass alle Frevel außerhalb Zwingenbergs und Auerbachs auf dem Landsberg zu Heppenheim abgeurteilt werden sollen und außerdem „den armen Leuten des Pfalzgrafen und der Schenken von Erbach hier ihr Recht gewiesen werden soll“. 1430 werden auf dem Landsberg die Rechte des Erzbischofs Konrad und des Pfalzgrafen Ludwig durch 13 Zentschöffen auf Wunsch des Vogts von Heidelberg, Ritter Weiprecht von Helmstatt, und Burggrafen der Starkenburg, Junker Hans von Habern, festgelegt.
Im Verlauf der für Kurmainz verhängnisvollen Mainzer Stiftsfehde wurde das Amt Starkenburg an Kurpfalz wiedereinlöslich verpfändet und blieb anschließend für 160 Jahre pfälzisch. Pfalzgraf Friedrich ließ sich für seine Unterstützung von Erzbischof Dieter – im durch die Kurfürsten am 19. November 1461 geschlossenen „Weinheimer Bund“ – das „Amt Starkenburg“ verpfänden, wobei Kurmainz das Recht erhielt, das Pfand für 100.000 Pfund wieder einzulösen. Damit hatte die Kurpfalz auch die Oberhoheit über die „Zent Heppenheim“
Die Kurpfalz führte 1556 die Reformation ein und hob infolgedessen 1564 das Kloster Lorsch auf.
Im Laufe der Zeit kam es zu mehreren Abspaltungen von neuen Zenten aus der „Heppenheimer Zent“, die aber teilweise noch abhängig von der „Heppenheimer Zent“ blieben und deren Oberhof bildete. Auch wurde die Hohe Gerichtsbarkeit dieser Zenten weiter durch die Heppenheimer Zent ausgeübt. Die einzige Ausnahme bildete die „Zent Fürth“, die ein eigenes Hochgericht hatte.
Durch den Landshuter Erbfolgekrieg (1504/05) wurde aus dem hessischen Gebiet um Zwingenberg (Zwingenberg, Auerbach, Hochstätten, Beedenkirchen, Schwanheim, Großhausen, Langwaden und Groß-Rohrheim) die selbständige „Zent Zwingenberg“ gebildet. Einem Gebietsaustausch zwischen der Grafschaft Erbach und der Kurpfalz von 1561 bildete die Grundlage für die „Neu-Zent“ des pfälzischen Amtes Lindenfels. Die Hohe Gerichtsbarkeit über „Diebstahl, Mordgeschrei, Steinwurf, Räuber und Ketzerei“ blieb aber bis 1716 in Heppenheim. Urkunden bewiesen, dass die „Neu-Zent“ bereits 1613 bestand und dass 1665 Rechtssachen an das Zentgericht in Mittershausen und von da an das kurpfälzische Hofgericht appelliert wurden.
Auch die kleine „Zent Birkenau“ wurde um 1600 aus Adelsbesitz gegründet. Es blieben aber auch Orte bis zum Ende des 18. Jahrhunderts bei der Zent, wie das erbachsche Rimbach, die nicht mehr zum Mainzer Hoheitsgebiet gehören.
Im Laufe des Dreißigjährigen Krieges eroberten 1623 spanische Truppen der „Katholischen Liga“ die Region, womit die „Zent Heppenheim“ unter Kurmainzer Herrschaft kam. Die durch die Pfalzgrafen eingeführte Reformation wurde weitgehend rückgängig gemacht und die Bevölkerung musste zum katholischen Glauben zurückkehren. Zwar zogen sich die spanischen Truppen nach 10 Jahren vor den anrückenden Schweden zurück aber nach der katastrophalen Niederlage der Evangelischen in der Nördlingen 1634 verließen auch die Schweden die Bergstraße und mit dem Schwedisch-Französischen Krieg begann ab 1635 das blutigste Kapitel des Dreißigjährigen Krieges. Aus der Region berichten die Chronisten aus jener Zeit: „Pest und Hunger wüten im Land und dezimieren die Bevölkerung, sodass die Dörfer öfters völlig leer stehen“. Mit dem Westfälischen Frieden von 1648 wurde die Einlösung der Pfandschaft endgültig festgeschrieben.
1782 wurden anlässlich einer Umstrukturierung des Kurmainzer Amtes Starkenburg, die vier neuen Unter-Ämter Fürth, Heppenheim Bensheim und Lorsch gegründet, an die viele Befugnisse der Zenten übergingen, während das „Amt Starkenburg“ jetzt als Oberamt bezeichnet wurde. Die bisher der „Zent Heppenheim“ als Oberhof unterstellten Zentgerichte in Fürth, Mörlenbach und Abtsteinach wurden dem neuen Amt Fürth unterstellt, während die Orte der „Zent Heppenheim“ in den Verwaltungsbereichen der Ämter Heppenheim, Bensheim und Lorsch zugeordnet wurden. Zwar blieb die Zentordnung mit dem Zentschultheiß formal bestehen, dieser konnte jedoch nur noch die Anordnungen der übergeordneten Behörden ausführen.
Das „Oberamt Starkenburg“ gehörte zum „Unteren Erzstifts“ des Kurfürstentums Mainz.
Die Kurmainzer Zeit endete 1803, als mit den Napoleonischen Kriegen das Heilige Römische Reich (Deutscher Nation) unterging und mit der Auflösung von Kurmainz das „Oberamt Starkenburg“ an Hessen fiel. Die einzelnen Unterämter wurden im Fürstentum Starkenburg der Landgrafschaft Hessen-Darmstadt und ab 1806 im neu gegründeten Großherzogtum Hessen als hessische Amtsvogteien weitergeführt.
In der Landgrafschaft Hessen-Darmstadt wurde mit Ausführungsverordnung vom 9. Dezember 1803 das Gerichtswesen neu organisiert. Für das Fürstentum Starkenburg wurde das „Hofgericht Darmstadt“ als Gericht der zweiten Instanz eingerichtet. Die Rechtsprechung der ersten Instanz wurde durch die Ämter bzw. Standesherren vorgenommen. Das Hofgericht war für normale bürgerliche Streitsachen Gericht der zweiten Instanz, für standesherrliche Familienrechtssachen und Kriminalfälle die erste Instanz. Übergeordnet war das Oberappellationsgericht Darmstadt. Damit hatten die Zent und die mit ihnen verbundenen Zentgerichte endgültig ihre Funktion eingebüßt.
Mit der Gründung des Großherzogtum Hessens 1806 wurde diese Aufteilung bis 1821 beibehalten. Nachdem das Großherzogtum 1820 eine neue Verfassung erhalten hatte, wurde durch die Verwaltungsreform in den Jahren von 1821/22 zum ersten Mal eine Trennung von Rechtsprechung und Verwaltung vorgenommen. Dabei wurden für die Gerichtsbarkeit der ersten Instanz Landgerichte geschaffen, aus denen 1879 die heutigen Amtsgerichte hervorgingen.

## Umfang der Zent
Aus den Jahren 1563 ist eine Beschreibung der Zent bekannt. Danach urteilen 14 Zentschöffen, wovon 7 aus Heppenheim und Bensheim stammen. Die Gerichtsstätte befand sich auf dem Landsberg und die Richtstätte war der Galgen nahe dem Landsberg. Zu Zent gehörten:.
- Elf Kurmainzer Orte: Lorsch, Biblis, Bürstadt, Viernheim, Ober-Hambach, Unter-Hambach, Kirschhausen, Erbach bei Heppenheim, Sonderbach, (Wald-)Erlenbach, Mörlenbach
- Dreizehn Erbachische Orte: Schönberg, Zell, Gronau, Elmshausen, Wilmshausen, Reichenbach, Hohenstein (heute ein Forsthaus in der Gemarkung Reichenbach der Gemeinde Lautertal), Lautern, Gadern, Railbach (ehemaliger Weiler südlich Breitenwiesen), Rimbach, Münschbach, Zotzenbach
- Sieben Kurpfälzer Orte. Sie werden 1571 gegen pfälzer Orte getauscht und bilden die Neu-Zent des pfälzer Amtes Lindenfels. Erst 1714 wurde auch die „Hohe Gerichtsbarkeit“ durch die Pfalz ausgeübt: Mitlechtern, Schannenbach, Lautenweschnitz, Knoden, Breitenwiesen, Scheuerberg, Mittershausen
- Zwei Ritterschaftliche Orte. Igelsbach (gehörte den Herrn von Ulner), Albersbach (gehörte den Herrn von Dalberg)[8]